# Черно море (квартал на Бургас)
Черно море е бивше село в община Бургас, област Бургас, днес квартал на Бургас.

## География
Квартал Черно море се намира на 14 км от центъра на град Бургас и на 9 км от Черно море. Надморската височина е 30 м, а климатът е умерен към субтропичен. На север граничи с квартал Рудник, на запад и изток с хълмисти местности, а на юг с обработваеми земеделски площи и е в близост до северната част на Атанасовското езеро. В покрайнините на квартала преминават две малки реки. От Бургас до квартал Черно море може да се достигне с автомобил за 15 минути, с градски транспорт (автобусна линия № 6) за 30 минути или с велосипед за 45 минути до центъра на града. На 10 км от квартала се намира Летище Бургас.

## История
Минно селище Черно море започва да се заформя около 1920 — 1930 г. С времето постоянно нараства заради залежите от въглища в района. Атанас Буров е един от първите по-големи инвеститори в минния добив около новозаформящото се населено място. Първият рудник за въглища който възниква през 20-те години на XX век е „Св. Георги“, който привлича работници от други краища на страната, започва строенето на първите сгради за жилища на миньорите. Поради нужда от допълнително електрическо захранване се изгражда и ТЕЦ „Васил Коларов“ през 1926 г. и постепенно нараства за нуждите на бъдещите рудници и жилищни сгради. ТЕЦ „Васил Коларов“ работи до 1 януари 1970 г. През 1934 г. е пуснат в експлоатация рудник „Св. Михаил“. През 60-те години на XX век се изграждат 3 рудника – р-к „Димитър Благоев“, р-к „Каменар“ и р-к „Черно море 2“, който продължава дейност до закриването си през 2016 г. и е последния работещ рудник в околността. Поради броя на откритите рудници, Черно море получава прозвището си „Мината“. Освен рудниците се създават и предприятия за производство на въжета предназначени за морския и речен флот – ТПК „Вая“ (1945 г.) и завод за производство на смоли и строителна химия „Прогрес“. Поради близостта си до град Бургас, минното селище се разраства като голям индустриален център за времето си.
През 1950 г. се открива СОУ „Христо Ботев“, което и до днес функционира като ОУ „Христо Ботев“. Постепенно прииждат хора, които да работят в рудниците и селището се разраства, като се изграждат болница, детска градина, лятно кино, ресторанти, магазини и жилищни блокове.
В началото на 21 век се развиват производството на мебели, алуминиева дограма, метални конструкции, складови дейности и хлебозавод „Милена“, който е един от водещите хлебозаводи по производство в община Бургас.
През 2015 г. минно селище Черно море е присъединено към град Бургас, като квартал.
През 2017 г. е подменена и надградена ВиК мрежата на целия квартал.
През последните години населението на квартала главно работи в град Бургас и през летния туристически сезон в к.к. Слънчев бряг. 
Квартал Черно море е предпочитан за живеене, заради това че е близо до град Бургас и морето, но също така е тих и чист, с богата индустриална история и възможност за разширяване и строеж на нови жилища.

## Население

### Етнически състав
Преброяване на населението през 2011 г.
Численост и дял на етническите групи според преброяването на населението през 2011 г.:
|                     | Численост |
| Общо                | 2361      |
| Българи             | 1739      |
| Турци               | 146       |
| Цигани              | 31        |
| Други               | 28        |
| Не се самоопределят | 12        |
| Неотговорили        | 405       |

## Религии
По-голямата част от населението са християни.

## Забележителности
В квартала се намира Зоопарк Бургас.
В близост до квартала се намира чешма за изворна вода „Айше чешма“.

## Редовни събития
Всяка година на четвъртата неделя на месец август се празнува Денят на миньора, с организиране на събор и борби, на които се събират много хора.
Всяка неделя от седмицата се извършва пазар за плодове, зеленчуци и дрехи в центъра на квартала.